# Ивичест бибан
Ивичестият бибан (Gymnocephalus schraetser) е вид бодлоперка от семейство Percidae. Видът  е застрашен от изчезване.

## Разпространение и местообитание
Разпространен е в Австрия, Босна и Херцеговина, България, Германия, Молдова, Румъния, Словакия, Словения, Сърбия, Украйна, Унгария и Хърватия.
Обитава пясъчните дъна на сладководни басейни и реки.

## Описание
На дължина достигат до 30 cm, а теглото им е не повече от 250 g.
Продължителността им на живот е около 15 години.